# Alexandra de Roma
Alexandra de Roma (Αλεξάνδρα) foi uma santa cristã conhecida como a esposa do imperador romano Diocleciano na obra "Martírio de São Jorge". Ela é também chamada de "Priscila" ou "Prisca", uma identificação com Prisca, a imperatriz-consorte de Diocleciano.

## História
Alexandra teria sido a esposa do imperador Diocleciano e uma cristã em segredo. Quando ele ordenou que São Jorge fosse torturado, ela teria ido até a arena e se curvado perante o santo, professando abertamente sua fé. O imperador ficou transtornado com o ato da esposa e com os muitos que se converteram ao testemunharem os milagres e a paciente resiliência de Jorge, ordenando que ambos fossem decapitados. Alexandra aceitou serenamente sua sentença e rezava enquanto os guardas a levavam para o local de sua execução. No caminho, ela pediu para descansar um momento e os guardas permitiram. Encostada na parede de um edifício, ela silenciosamente entregou sua alma para Deus e faleceu em 21 de abril de 303. Dois dias depois, São Jorge foi decapitado.
Alexandra e Jorge são comemorados no mesmo dia, juntamente com Anatólio, Protoleão e 630 outros que foram martirizados por terem professado sua fé ao testemunharem o sacrifício de Jorge.